# André Hazes

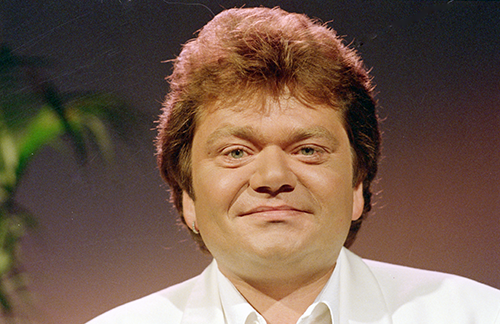
André Hazes (1988)

André Hazes (* 30. Juni 1951 in Amsterdam; † 23. September 2004 in Woerden) war ein niederländischer Sänger. Er sang vor allem populäre Schlager.

## Leben und Wirken
Im Alter von acht Jahren wurde Hazes durch Johnny Kraaykamp entdeckt, als er auf dem Amsterdamer Albert Cuyp-Markt stand, um für die Händler zu singen. Kraaykamp baute Hazes als Kinderstar für das Fernsehprogramm der niederländischen Rundfunkanstalt AVRO (heute: AVROTROS) auf.
Seine ersten großen Hits waren Eenzame kerst (1976) und De vlieger (1977). 1979 unterzeichnete er einen Vertrag bei der Plattenfirma EMI. Kurz darauf schaffte er mit den Liedern Een vriend und Een beetje verliefd den Sprung in die Top Ten der niederländischen Singlecharts.
1982 gab Hazes ein umjubeltes Konzert im Concertgebouw in Amsterdam. In Erinnerung an seinen Mentor Willy Alberti veröffentlichte Hazes 1986 ein Album in italienischer Sprache. Danach erfüllte er sich mit der Produktion eines Bluesalbums einen Kindheitstraum. Unter der Regie von John Appel entstand 1999 die preisgekrönte Dokumentation André Hazes, zij gelooft in mij.
2002 war Hazes für eine örtliche Partei für kurze Zeit Gemeinderatsmitglied in De Ronde Venen.
André Hazes starb am 23. September 2004 im Alter von 53 Jahren nach einer kurzen Aufnahme ins Krankenhaus an den Folgen seines schlecht eingestellten Diabetes und zweier Herzinfarkte.
Im Frühjahr/Sommer 2007 belegte die Single Blijf bij mij, die eigentlich ein Zusammenschnitt von André Hazes und Gerard Joling ist, elf Wochen lang Platz 1 in den Niederlanden. Wenig später hatte sein Sohn Dré Hazes mit dem Lied Bedankt mijn vriend, bei dem ebenfalls ältere Aufnahmen seines Vaters hinzugemischt wurden, einen weiteren Nummer-1-Hit.

## Diskografie

### Studioalben
| Jahr | Titel                  | Höchstplatzierung, Gesamtwochen, AuszeichnungChartplatzierungen (Jahr, Titel, Platzierungen, Wochen, Auszeichnungen, Anmerkungen) | Höchstplatzierung, Gesamtwochen, AuszeichnungChartplatzierungen (Jahr, Titel, Platzierungen, Wochen, Auszeichnungen, Anmerkungen) | Anmerkungen             |
| Jahr | Titel                  | NL | BEF | Anmerkungen             |
| ---- | ---------------------- | --- | --- | ----------------------- |
| 1977 | Eenzame kerst          | NL8 Gold · (4 Wo.)NL | — | Charteinstieg erst 1981 |
| 1977 | Zo is het leven        | NL31 (2 Wo.)NL | — | Charteinstieg erst 1981 |
| 1980 | ’N vriend              | NL22 (8 Wo.)NL | — |                         |
| 1981 | Gewoon André           | NL1 (63 Wo.)NL | — |                         |
| 1982 | Met liefde             | NL2 Platin · (22 Wo.)NL | — |                         |
| 1983 | Voor jou               | NL3 Gold · (18 Wo.)NL | — |                         |
| 1984 | Zoals U wenst mevrouw! | NL32 (3 Wo.)NL | — |                         |
| 1984 | Jij en ik              | NL5 (27 Wo.)NL | — |                         |
| 1985 | Alleen met jou         | NL3 Gold · (11 Wo.)NL | — |                         |
| 1986 | Innamorato             | NL16 (11 Wo.)NL | — |                         |
| 1987 | Jij bent alles         | NL12 (20 Wo.)NL | — |                         |
| 1988 | Liefde, leven, geven   | NL8 Gold · (16 Wo.)NL | — |                         |
| 1989 | Dit is wat ik wil      | NL13 (16 Wo.)NL | — |                         |
| 1990 | Kleine jongen          | NL7 Gold · (28 Wo.)NL | — |                         |
| 1991 | Samen                  | NL11 Gold · (12 Wo.)NL | — |                         |
| 1993 | Met heel mijn hart     | NL17 Gold · (29 Wo.)NL | — |                         |
| 1994 | Good Luck Oranje       | NL8 (10 Wo.)NL | — |                         |
| 1995 | Onder de mensen        | NL10 (16 Wo.)NL | — |                         |
| 1996 | Zonder zorgen          | NL24 (18 Wo.)NL | — |                         |
| 1997 | Mijn gevoel            | NL10 (9 Wo.)NL | — |                         |
| 2000 | Want ik hou van jou    | NL3 Platin · (39 Wo.)NL | — |                         |
| 2001 | Nu                     | NL2 Platin · (15 Wo.)NL | — |                         |
| 2002 | Strijdlustig           | NL1 Gold · (22 Wo.)NL | — |                         |

grau schraffiert: keine Chartdaten aus diesem Jahr verfügbar
Weitere Studioalben
- 1992: Kerstfeest voor ons

### Livealben
| Jahr | Titel                                      | Höchstplatzierung, Gesamtwochen, AuszeichnungChartplatzierungen (Jahr, Titel, Platzierungen, Wochen, Auszeichnungen, Anmerkungen) | Höchstplatzierung, Gesamtwochen, AuszeichnungChartplatzierungen (Jahr, Titel, Platzierungen, Wochen, Auszeichnungen, Anmerkungen) | Anmerkungen                    |
| Jahr | Titel                                      | NL | BEF | Anmerkungen                    |
| ---- | ------------------------------------------ | --- | --- | ------------------------------ |
| 1983 | Live in het Concertgebouw Amsterdam 1982   | NL11 (13 Wo.)NL | BEF54 (10 Wo.)BEF | Charteinstieg in BEF erst 2015 |
| 1992 | Live Concertgebouw                         | NL32 Gold · (12 Wo.)NL | — |                                |
| 2003 | 25 jaar Hazes – Live in de Amsterdam Arena | NL7 ×2Doppelplatin · (28 Wo.)NL                                                                                                   | BEF1 (22 Wo.)BEF |                                |

grau schraffiert: keine Chartdaten aus diesem Jahr verfügbar

### Kompilationen
| Jahr | Titel                                            | Höchstplatzierung, Gesamtwochen, AuszeichnungChartplatzierungen (Jahr, Titel, Platzierungen, Wochen, Auszeichnungen, Anmerkungen) | Höchstplatzierung, Gesamtwochen, AuszeichnungChartplatzierungen (Jahr, Titel, Platzierungen, Wochen, Auszeichnungen, Anmerkungen) | Anmerkungen            |
| Jahr | Titel                                            | NL | BEF | Anmerkungen            |
| ---- | ------------------------------------------------ | --- | --- | ---------------------- |
| 1987 | De allerbeste van                                | NL15 (10 Wo.)NL | — |                        |
| 1994 | Al 15 jaar gewoon André                          | NL3 ×5Fünffachplatin · (258 Wo.)NL                                                                                                | — |                        |
| 1995 | Voor mijn vrienden                               | NL81 (5 Wo.)NL | — |                        |
| 1998 | Gewoon voor jou                                  | NL22 (11 Wo.)NL | — |                        |
| 2003 | 25 jaar Hazes – Het allerbeste van               | NL1 ×2Doppelplatin · (114 Wo.)NL                                                                                                  | BEF— GoldBEF |                        |
| 2005 | Het complete hitoverzicht                        | NL1 Platin · (26 Wo.)NL | BEF3 ×2Doppelplatin · (53 Wo.)BEF                                                                                                 |                        |
| 2006 | De Hazes 100                                     | NL2 Platin · (… Wo.)NL | BEF7 Gold · (88 Wo.)BEF |                        |
| 2007 | Samen met Dré                                    | NL1 ×3Dreifachplatin · (43 Wo.)NL                                                                                                 | BEF9 Gold · (24 Wo.)BEF | mit André Hazes junior |
| 2008 | André Hazes is Oranje                            | NL— ×8AchtfachplatinNL | — |                        |
| 2009 | Het complete hitoverzicht – deel 2               | NL17 (24 Wo.)NL | BEF66 (5 Wo.)BEF |                        |
| 2009 | Live Box 1982 & 2002                             | NL36 (2 Wo.)NL | — |                        |
| 2010 | Alle 40 goed                                     | NL— GoldNL | — |                        |
| 2011 | André Hazes 60 jaar                              | NL49 (2 Wo.)NL | — |                        |
| 2011 | Nederlandstalige Popklassiekers                  | NL— GoldNL | — |                        |
| 2013 | Best Of – 3CD                                    | NL41 (5 Wo.)NL | BEF71 (28 Wo.)BEF |                        |
| 2013 | Hazes zingt Hazes                                | NL13 (17 Wo.)NL | BEF79 (7 Wo.)BEF |                        |
| 2014 | Eenzaam zonder jou – Het complete albumoverzicht | NL8 (8 Wo.)NL | BEF184 (1 Wo.)BEF |                        |
| 2015 | Hazes                                            | NL29 (3 Wo.)NL | BEF150 (1 Wo.)BEF |                        |
| 2021 | Hazes 2                                          | NL14 (1 Wo.)NL | BEF75 (1 Wo.)BEF |                        |

grau schraffiert: keine Chartdaten aus diesem Jahr verfügbar

### Singles
| Jahr | Titel Album                                 | Höchstplatzierung, Gesamtwochen, AuszeichnungChartplatzierungen (Jahr, Titel, Album, Platzierungen, Wochen, Auszeichnungen, Anmerkungen) | Höchstplatzierung, Gesamtwochen, AuszeichnungChartplatzierungen (Jahr, Titel, Album, Platzierungen, Wochen, Auszeichnungen, Anmerkungen) | Anmerkungen               |
| Jahr | Titel Album                                 | NL | BEF | Anmerkungen               |
| ---- | ------------------------------------------- | --- | --- | ------------------------- |
| 1976 | Eenzame kerst                               | NL5 (5 Wo.)NL | BEF27 (2 Wo.)BEF |                           |
| 1977 | Mamma Zo is het leven                       | NL15 (7 Wo.)NL | — |                           |
| 1980 | ’N vriend                                   | NL21 (6 Wo.)NL | — |                           |
| 1980 | Het is koud zonder jou ’n Vriend            | NL20 (6 Wo.)NL | — |                           |
| 1981 | Wat is dan liefde? ’N vriend                | NL33 (4 Wo.)NL | — |                           |
| 1981 | ’N beetje verliefd Gewoon André             | NL3 (13 Wo.)NL | BEF19 (5 Wo.)BEF |                           |
| 1982 | Zeg maar niets meer Gewoon André            | NL9 (8 Wo.)NL | BEF31 (3 Wo.)BEF |                           |
| 1982 | Diep in mijn hart Met liefde                | NL2 (8 Wo.)NL | BEF17 (4 Wo.)BEF |                           |
| 1982 | Amor, amor, amor Met liefde                 | NL11 (5 Wo.)NL | — |                           |
| 1982 | Met kerst ben ik alleen –                   | NL13 (4 Wo.)NL | — |                           |
| 1983 | Zo heb ik het nooit bedoeld –               | NL11 (6 Wo.)NL | — |                           |
| 1983 | Zondag Voor jou                             | NL11 (6 Wo.)NL | — |                           |
| 1984 | Geef mij je angst Voor jou                  | NL35 (3 Wo.)NL | — |                           |
| 1984 | Donker om je heen Jij en ik                 | NL27 (4 Wo.)NL | — |                           |
| 1985 | Ik meen ’t Jij en ik                        | NL2 (11 Wo.)NL | BEF10 (11 Wo.)BEF |                           |
| 1985 | Buona sera – Oh Marie / Twee weken –        | NL9 (8 Wo.)NL | — |                           |
| 1985 | Al jouw woorden zijn te veel Alleen met jou | NL22 (6 Wo.)NL | — |                           |
| 1986 | Jij bent alles                              | NL10 (7 Wo.)NL | BEF34 (3 Wo.)BEF |                           |
| 1988 | Wij houden van Oranje –                     | NL3 (7 Wo.)NL | — | mit der Nederlands Elftal |
| 1989 | Ik ben een gokker Dit is wat ik wil         | NL32 (3 Wo.)NL | — |                           |
| 1990 | Oranje bovenaan –                           | NL8 (8 Wo.)NL | — |                           |
| 1990 | Kleine jongen                               | NL17 (7 Wo.)NL | — |                           |
| 1991 | Zomer Samen                                 | NL8 (9 Wo.)NL | — |                           |
| 1992 | Samen kunnen we Europa aan Samen            | NL19 (7 Wo.)NL | — |                           |
| 1992 | De vlieger –                                | NL24 (5 Wo.)NL | — |                           |
| 1993 | Droomland Met heel mijn hart                | NL23 (7 Wo.)NL | — | mit Paul de Leeuw         |
| 1993 | Uit m’n bol Met heel mijn hart              | NL36 (4 Wo.)NL | — |                           |
| 1994 | Ik heb U lief mijn Nederland –              | NL28 (8 Wo.)NL | — | mit der Nederlands Elftal |
| 1994 | Zonder jou (voor mijn fans) –               | NL18 (5 Wo.)NL | — |                           |
| 1994 | Leef Je Uit –                               | NL38 (3 Wo.)NL | — |                           |
| 1995 | Leven op ’t plein Onder de mensen           | NL33 (3 Wo.)NL | — |                           |
| 1996 | Wees zuinig op m’n meissie Zonder zorgen    | NL34 (3 Wo.)NL | — |                           |
| 1997 | Jij bent het leven voor mij Mijn gevoel     | NL32 (4 Wo.)NL | — | mit Willy Alberti         |
| 1997 | Vaarwel Mijn gevoel                         | NL37 (2 Wo.)NL | — |                           |
| 2002 | Strijdlustig                                | NL— GoldNL | — |                           |
| 2004 | Zij gelooft in mij –                        | NL1 Platin · (7 Wo.)NL | BEF1 (16 Wo.)BEF |                           |
| 2004 | Met kerst ben ik alleen (2004) –            | NL9 (3 Wo.)NL | BEF47 (1 Wo.)BEF |                           |
| 2005 | Vaag en stil –                              | NL2 (8 Wo.)NL | — |                           |
| 2007 | Blijf bij mij –                             | NL1 Platin · (23 Wo.)NL | — | mit Gerard Joling         |
| 2007 | Bedankt mijn vriend –                       | NL1 (11 Wo.)NL | — | mit André Hazes junior    |
| 2008 | Donker om je heen –                         | NL14 (5 Wo.)NL | — | mit Wolter Kroes          |

### Gastbeiträge
| Jahr | Titel Album             | Höchstplatzierung, Gesamtwochen, AuszeichnungChartplatzierungen (Jahr, Titel, Album, Platzierungen, Wochen, Auszeichnungen, Anmerkungen) | Höchstplatzierung, Gesamtwochen, AuszeichnungChartplatzierungen (Jahr, Titel, Album, Platzierungen, Wochen, Auszeichnungen, Anmerkungen) | Anmerkungen |
| Jahr | Titel Album             | NL | BEF | Anmerkungen |
| ---- | ----------------------- | --- | --- | ----------- |
| 2005 | Wij houden van Oranje – | NL2 (5 Wo.)NL | — | mit Ali B   |

### Videoalben
- 2003: 25 jaar Hazes – Live in de Amsterdam Arena (NL: Platin)

## Auszeichnungen für Musikverkäufe
Anmerkung: Auszeichnungen in Ländern aus den Charttabellen bzw. Chartboxen sind in ebendiesen zu finden.
| Land/RegionAuszeichnungen für Musikverkäufe (Land/Region, Auszeichnungen, Verkäufe, Quellen) | Gold       | Platin       | Verkäufe  | Quellen     |
| -------------------------------------------------------------------------------------------- | ---------- | ------------ | --------- | ----------- |
| Niederlande (NVPI)                                                                           | 12× Gold12 | 28× Platin28 | 2.370.000 | nvpi.nl     |
| Belgien (BRMA)                                                                               | 3× Gold3   | 2× Platin2   | 100.000   | ultratop.be |
| Insgesamt                                                                                    | 15× Gold15 | 30× Platin30 |           |             |